# Antiblemma discerpta
Antiblemma discerpta är en fjärilsart som beskrevs av Walker 1858. Antiblemma discerpta ingår i släktet Antiblemma och familjen nattflyn. Inga underarter finns listade i Catalogue of Life.